# Јелена Нелипчић
Јелена Нелипчић (умрла 1422. године) је била сплитска војвоткиња (1401-1416) и босанска краљица (1416-1418). Била је удата најпре за Хрвоја Вукчића Хрватинића, господара Доњих Краја, а потом за босанског краља Стефана Остоју.

## Детињство и младост
Јелена је била припадник великашке породице Нелипчића. Нелипчићи су владали у области Цетине. Отац Јелене био је кнез Иван II Нелипчић (1344-1379). Мајка јој се звала Маргарета. Маргарета је припадала сплитској племићкој породици Мерини. Није позната година Јелениног рођења. У тренутку смрти свога оца (1379), вероватно је била сасвим млада. Јеленин живот до почетка 15. века није познат. Детињство је вероватно провела поред мајке Маргарите која је била католикиња и одгајала је у том духу. Јелена је живела у сенци свога, много познатијег брата, Иваниша који је наследио оца као херцег Сплита. Маргарета и Иваниш су узимали учешћа у политичким дешавањима у Далмацији свог времена. Успели су да одрже поседе Ивана Нелипчића у пуном обиму.

## Брак са Хрвојем Вукчићем
Јеленин први муж био је херцег Хрвоје Вукчић Хрватинић који је држао поседе у земљи Доњи Краји. Хрвоје се од 1399. године сматрао самосталним господарем. Браком са Јеленом, сестром тадашњег цетинског кнеза Иваниша Нелипчића, Хрвоје је у мираз добио значајан град Омиш на ушћу Неретве. Брак између Хрвоја и Јелене склопљен је најкасније до 15. јула 1401. године када се Хрвоје први пут спомиње са својом супругом којој се, додуше, не помиње име. Склапање брака свакако је инспирисано обостраном жељом за повезивањем породица Нелипћић и Вукчић. Хрвоје је, без сумње, пре Јелене имао другу жену коју је до 1401. године морао отерати. Она је била мајка Балше Херцеговића, Хрвојевог наследника. Балша се 1399. године појављује на челу војске која осваја Дубицу и Дубичку жупу. Како је команда над војском изискивала одређену физичку спремност и пунолетство, Драгиша је могао бити рођен око 1380. године. Свакако му, дакле, мајка није могла бити Јелена Нелипчић која је у то време и сама била млада.
Јелена је прве године свога брака са Хрвојем вероватно проводила у неким од херцегових утврђених градова у Босни. До 1405. године нема података о Јелени. Те године очекивао се долазак Хрвоја и његове жене у Трогир. Вероватно је у периоду од 1403. до 1413. године Јелена живела у Сплиту. Јеленина мајка била је Сплићанка, а њен брат Иваниш имао је поседе у Сплиту. О Јелениној делатности у Сплиту је из периода од 1409. до 1413. године сачувано неколико архивских вести. Нотарска белешка из 1409. године сведочи да је Јелена прдала бившем сплитском надбискупу Петру 43 марке и две унче сребра које је примио кнез Цвитко Толихнић. Намена је била израда реликвија за моћи св. Дује. То је јасан доказ да је Јелена била католикиња. У документима до 1413. године видимо да је Јелена располагала знатном сумом новца.
Јелена је 1412. године пратила свога мужа у Будим. Тада је пољског хроничара Длугоша толико импресионирала појава херцега да га је назвао краљем. Забележена је и Хрвојева витешка пратња.

## Омиш
Хрвоје је умро почетком 1416. године. Наследио га је син из претходног брака, Балша Херцеговић. Јелена је испољила изненађујућу сналажљивост након мужевљеве смрти. Хрвојева смрт отворила је питање наследства Омиша кога је добио у мираз. Интересовање су испољили босански краљ Остоја, Дубровачка република, Трогир, Сплит и Млетачка република. Дубровчани су изгледа били најбржи јер је шибенички кнез Блаж Делфин јавио 18. марта 1416. године Венецији о намерама Дубровчана да заузму Омиш. Већ 6. априла је Делфин добио инструкцију да запоседне град Омиш. Дубровчани су 1. априла известили Јелену о својим намерама. Она је, међутим, још раније у граду поставила свог кастелана са 30 војника. Јеленин кастелан понудио је шибеничком кнезу Делфину Омиш за 3000 дуката. Тада још увек нису отпочели преговори о склапању брака Јелене и босанског краља Остоје. На крају је проблем око Омиша Јелена решила сама. Град је предала своме брату Иванишу који се већ маја 1416. године појављује као господар Омиша.

## Брак са краљем Остојом
Јеленин други муж био је босански краљ Остоја. Као Остојина жена, Јелена се први пут спомиње у дубровачком писму угарском краљу Жигмунду Луксембуршког од 12. октобра 1416. године. Остоја се 1415. године, након убиства Павла Раденовића, развео од своје прве жене, Кујаве, која је била Павлова рођака. Нови брак Остоја је склопио на лето 1416. године, највероватније са намером да се дочепа Омиша, што му није успело. Хрвојев син Балша Херцеговић је, могуће, октобра 1412. године већ био мртав. Међутим, као наследник Хрвојевих територија у Босни постојао је и даље Јурај Војсалић, син Хрвојевог брата Војислава. Изгледа да је Остоја заузео мали део Хрвојевих територија. Тежиште својих акција пребацио је на Хум.
Јелена се, као босанска краљица, мешала у спољну политику Босне. Документ трогирског нотаријата од 16. октобра 1416. године показује да је Јелена настојала да створи везе са угарским краљем Жигмундом. Задатак је био поверен бившем сплитском кнезу Петрици Јурјевићу из Врбаса. За путни трошак добио је 160 дуката. Петрица је кренуо Жигмунду који се тада налазио на сабору у Констанци, али је умро у Трогиру. Билослав Љубунчић, Јеленин човек, подигао је од удовице Јурјевића 160 дуката.
Остојина женидба са Јеленом изазвала је бурну реакцију Остојиног сина Стефана Остојића који је био дубоко увређен тиме што је Остоја отерао његову мајку. Кујама и Остојић су босанском краљу приредили низ неугодности којих није била поштеђена ни Јелена. Половином априла 1417. године Јелена се са Остојом налазила на Неретви, у Бишћу. Дубровчани су краља и краљицу даровали са 150 перпера и почастили их рибом. Марта 1418. године Дубровчани су даровали краља и краљицу са 40 дуката и вуненом тканином. Изгледа да је тада дошло до нормализовања односа између Остоје и његовог сина.
О даљем Јеленином животу, до смрти (око 1422) сазнајемо само из дубровачких докумената који се односе на кућу коју јој је даровао Хрвоје Вукчић 1412. године. Дубровчани су настојали да, након Хрвојеве смрти, одузму Јелени кућу. Велико веће расправљало је о кући и о територијама којима је управљао Балша Херцеговић крајем 1416. године. Почетком следеће године одлучено је да се образује трочлана група која ће се старати о Хрвојевој кући. Јеленин посланик се 1418. године жалио у њено име у Дубровнику. На крају је, уз однос гласова 14:13, кућа враћена Хрвојевој удовици. Предлог је, међутим, одбачен 6. јуна 1418. године.

## Последње године и смрт
Септембра 1418. године умро је краљ Остоја. На босански престо попео се његов син Стефан Остојић. Остојина бивша жена одлучила је да се обрачуна са Јеленом. Јелена није напустила Босну већ је прихватила борбу са Кујавом. Јелена је убрзо доспела у затвор о чему сведочи дубровачки документ од 11. јула 1419. године. Може се сматрати да је затворена до фебруара 1419. године када је Остојић у Дубровнику тражио Хрвојеву кућу за себе. Јелена се у наредном периоду не помиње. Следећи помен бивше босанске краљице је у дубровачком документу од 1. марта 1423. године из кога сазнајемо да је Јелена умрла прошле године. Јелена је убијена у тамници. У њено убиство је, без сумње, била умешана Кујава, што у средњем веку није била ретка појава.